# Leuctra cottaquilla
Leuctra cottaquilla är en bäcksländeart som beskrevs av James 1974. Leuctra cottaquilla ingår i släktet Leuctra och familjen smalbäcksländor. Inga underarter finns listade i Catalogue of Life.